# Alabama Thunderpussy
Alabama Thunderpussy (ATP) ist eine US-amerikanische Metal-Band aus Richmond.

## Geschichte
Alabama Thunderpussy wurde 1996 von Bryan Cox, Erik Larson und Asechiah Bogdan gegründet. Nach ein paar Live-Auftritten wurde die Band durch Bill Storms und Johnny Throckmorton ergänzt, wodurch 1997 mit den Aufnahmen für ein erstes Demo begonnen werden konnte. Durch dieses erhielten sie einen Vertrag bei Man’s Ruin Records, wo 1998 ihr Debütalbum Rise Again veröffentlicht wurde.
Bereits knapp ein Jahr später erschien das zweite Album River City Revival, das mit einer Tour durch die Südstaaten der USA beworben wurde. Nach der Rückkehr begannen im Herbst 1999 die Aufnahmen für das dritte Album Constellation, das im Frühjahr 2000 erschien, gefolgt von Staring at the Divine im Jahr 2002.
2002 wechselte ATP zum Label Relapse Records. Kurz danach verließ Sänger Throckmorton die Band und wurde durch Johnny Weils ersetzt. Am 24. Mai 2004 wurde Fulton Hill veröffentlicht.
Aus nicht genannten Gründen wurde im Frühjahr 2006 die Zusammenarbeit mit Johnny Weils beendet. Für ihn kam Exhorder-Sänger Kyle Thomas zur Band. Anstelle von John Peters wurde Mike Bryant Bassist der Band.
Am 9. März 2007 erschien das aktuell letzte Album Open Fire, das in coloriertem Vinyl auf 1000 Stück limitiert war.
Anfang 2008 verließ Sänger Kyle Thomas die Band, um sich auf die Wiedervereinigung seiner alten Band Exhorder zu konzentrieren. Nach einigen Monaten Ruhepause beschlossen die verbliebenen Bandmitglieder im September 2008, die Gruppe aufzulösen.
Im Herbst 2021 fragte der Organisator des Maryland Doom Fest die Band an, ob sie einen Auftritt beim 2022er Festival bestreiten würde. Dies lehnten die Musiker zwar ab, beschlossen aber, Alabama Thunderpussy zu reformieren. Nach einer Reunion-Show im Dezember 2022 kündigte die Band für Herbst 2023 eine Tournee durch Europa an.

## Diskografie

### Alben
- 1998: Rise Again (Man’s Ruin Records)
- 1999: River City Revival (Man’s Ruin Records)
- 2000: Constellation (Man’s Ruin Records)
- 2002: Staring at the Divine (Relapse Records)
- 2004: Fulton Hill (Relapse Records)
- 2007: Open Fire (Relapse Records)

### Sonstiges
- 2000: Split-CD mit Orange Goblin
- 2000: Split-CD mit Halfway to Gone
- 2000: Right in the Nuts: A Tribute to Aerosmith (Small Stone Records, Compilation)

## Belege
1. ↑  Alabama Thunderpussy – Aufgelöst. In: metal.de. 13. September 2008, abgerufen am 9. Mai 2023.
2. ↑  Alabama Thunderpussy Guitarrist Erik Larson On Upcoming Reunion Show. In: bravewords.com. 5. Juli 2022, abgerufen am 9. Mai 2023 (englisch).
3. ↑  ALABAMA THUNDERPUSSY Announce 2023 European Dates. In: bravewords.com. 7. Mai 2023, abgerufen am 9. Mai 2023 (englisch).